# SN 2008dg
SN 2008dg – supernowa odkryta 8 czerwca 2008 roku w galaktyce A125850+2422. W momencie odkrycia miała maksymalną jasność 18,50m.